# Municipio de Clay (condado de Owen)
El municipio de Clay (en inglés: Clay Township) es un municipio ubicado en el condado de Owen en el estado estadounidense de Indiana. En el año 2010 tenía una población de 2600 habitantes y una densidad poblacional de 27,87 personas por km².

## Geografía
El municipio de Clay se encuentra ubicado en las coordenadas 39°12′35″N 86°44′23″O / 39.20972, -86.73972. Según la Oficina del Censo de los Estados Unidos, el municipio tiene una superficie total de 93.3 km², de la cual 93,3 km² corresponden a tierra firme y (0 %) 0 km² es agua.

## Demografía
Según el censo de 2010, había 2600 personas residiendo en el municipio de Clay. La densidad de población era de 27,87 hab./km². De los 2600 habitantes, el municipio de Clay estaba compuesto por el 97,69 % blancos, el 0,35 % eran afroamericanos, el 0,38 % eran amerindios, el 0,31 % eran asiáticos, el 0,19 % eran de otras razas y el 1,08 % eran de una mezcla de razas. Del total de la población el 1,15 % eran hispanos o latinos de cualquier raza.